# ویکی هالند
ویکی هالند (انگلیسی: Vicky Holland؛ زادهٔ ۱۲ ژانویهٔ ۱۹۸۶) ورزشکار ورزش سه‌گانه زن اهل بریتانیا است.
وی در مسابقات کشوری و بین‌المللی در مجموع برندهٔ ۹ مدال طلا، ۵ مدال نقره، ۵ مدال برنز شده‌است.